# آر. بن
آر. بن (ارمنی: Ռ․ Բէն؛ زادهٔ ۱۹۱۶ - درگذشته ۱۴ نوامبر ۲۰۰۴) یک نویسنده ارمنی‌تبار اهل ایران بود. 

## زندگی‌نامه
وی با نام اصلی روبن هوهانیسیان ارمنی: Ռուբէն Յովհաննիսեան در ۱۹۱۶ در تهران به دنیا آمد تحصیلات ابتدایی و متوسطه را در زادگاهش گذراند. وی جزو اولین گروه فارغ‌التحصیلان دانشکدهٔ معماری دانشگاه تهران بود که در سال‌ها در شرکت نفت خدمت کرد و در زمان ملی شدن نفت نیز مسئول ادارهٔ ساختمان شرکت تفت بوده است. اولین اثر وی در ۱۹۳۶ در نور اج به چاپ رسید. روبن یکی از مؤسسان گروه ادبی ایرانی «نور اج» بوده است. وی در ۱۴ نوامبر ۲۰۰۴ در سن ۸۸ سالگی در تهران درگذشت.

## آثار
از آثار وی می‌توان به «بردارید بخورید» و «حکایتی دربارهٔ ناخلف» اشاره نمود.